# Tiradentes do Sul
Tiradentes do Sul là một đô thị thuộc bang Rio Grande do Sul, Brasil. Đô thị này có diện tích 234,48 km², dân số năm 2007 là 6928 người, mật độ 29,55 người/km².